# Metopius rufus
Metopius rufus là một loài tò vò trong họ Ichneumonidae.